# Bill Leeb
Bill Leeb (nacido Wilhelm Anton Leeb; Viena, Austria; 21 de septiembre de 1966) es un compositor de música electrónica, industrial, EBM, pop y new age, más conocido por ser fundador, junto con Rhys Fulber, Michael Balch y Chris Peterson, de la banda Front Line Assembly.

## Biografía
Cuando tenía 12 años de edad su familia se mudó a Canadá, a Kitiman, Columbia Británica, dónde fue estudiante en la High School de Mount Elizabeth Secondary School en 1969. Leeb inició su carrera musical en 1984 cuándo se unió a la banda industrial Skinny Puppy, bajo el seudónimo Wilhelm Schroeder, colaborando con los bass synth y ocasionalmente con la voz armónica en los álbumes de este periodo. Él se retiró en 1986 para fundar su propia banda, junto con Michael Balch, Rhys Fulber y Chris Peterson, llamada Front Line Assembly. Aunque FLA es un suceso dentro de la música underground, Leeb se muestra más abierto con Delerium, cuyo mejor hit fue Silence, con Sarah McLachlan. 
Bill Leeb actualmente sigue trabajando en FLA y Delerium, vive en la ciudad de Vancouver, Columbia Británica. Su exesposa, Carylann Loeppky, realizó gran parte del trabajo de arte durante su matrimonio. Ellos no tuvieron hijos. El vendió todo su equipo con el cual produjo varios álbumes de FLA a través de eBay.
- Datos: Q4909880